# Mitsuoka Orochi
El Mitsuoka Orochi (光岡大蛇) es un automóvil superdeportivo japonés construido por Mitsuoka Motors como un concept car en 2001, con revisiones del diseño que aparecieron en 2003 y 2005, antes de ser finalmente puesto a la venta a finales de 2006 como modelo 2007. El coche toma nombre del mítico Yamata no Orochi dragón japonés de ocho cabezas.

## Historia
El Orochi fue originalmente construidos en 2001 como concept car basado en la plataforma de un Honda NSX para aparecer en el Tokyo Motor Show de 2001. Mitsuoka entonces continuó el desarrollo del coche, viendo la luz una nueva versión en 2005, en el Tokyo Motor Show de 2005, se denominó el Orochi Nude-Top Roadster.
En octubre de 2006, Mitsuoka hace oficial el lanzamiento de una versión de producción del Orochi, ahora está impulsado por un motor Toyota EMZ-FE V6 de 3.3 litros que desarrolla 230 cv (172 kW). La producción será de 400 unidades durante los siguientes cuatro años con un precio aproximado de ¥10,500,000 (~$106,600 USD).
Kabuto en el Tokyo Motor Show 2007
En septiembre de 2007, Mitsuoka lanza una variante especial del Orochi, llamada el Kabuto(兜), a un precio cercano a los ¥11,970,000 (~$121,600 USD).
El 30 de enero de 2008, Mitsuoka Motors anuncia el Orochi Zero (大蛇・零), con producción limitada a justo 20 unidades; Que se entregaron a los clientes que hicieron preorden en junio. Por limitar las opciones disponibles, como por ejemplo ofrecer solo un color, fueron capaces de reducir el precio cerca de ¥9,340,000 (~$94,800 USD), o ¥1,160,000 (~$11,800 USD)menos que los modelos originales de Orochi.